# Totem (película)
Totem es una película directo-a-vídeo de 1999 lanzada por características de la Luna Llena. La película fue dirigida por David DeCoteau (firmando como Martin Tate), y protagonizada por Jason Faunt, Marissa Tait, Eric W. Edwards, Sacha Spencer, Tyler Anderson, y Alicia Lagano.

## Argumento
Seis personas se encuentran inexplicablemente transportadas a una remota cabaña que está rodeada por una barrera invisible. En un cementerio cercano, descubren un antiguo monumento de piedra tallada que ellos llaman tótem. Pronto, se encuentran atrapados en una trama asesina por las fuerzas malévolas que pueden controlar y manipular sus acciones con el objetivo de liberar a tres entidades demoníacas cautivas en el monumento.

## Reparto
- Jason Faunt como Paul Maglia.
- Marissa Tait como Alma Groves.
- Eric W. Edwards como Leonard McKinney.
- Sacha Spencer como Roz.
- Tyler Anderson como Robert Cole.
- Alicia Lagano como Tina Gray.